# Número real
Um número real é um valor que representa uma quantidade (nula, positiva ou negativa) ao longo de uma linha contínua, ou seja um ponto sobre uma linha reta infinita, chamada de reta numérica ou reta real, onde os pontos correspondentes aos números inteiros são igualmente espaçados.

O conjunto dos racionais (ℚ) está contido nos reais (ℝ) e contém os inteiros (ℤ), que contém os naturais (ℕ)

O conjunto dos números reais {\displaystyle \mathbb {R} } (denotado alternativamente por {\displaystyle \mathbf {R} }), conjunto que inclui todos os números reais, é uma expansão do conjunto dos números racionais, englobando não somente os inteiros e os fracionários, positivos e negativos, mas também todos os números irracionais. Um número real que não é racional é chamado número irracional. Exemplos de números irracionais são a raiz quadrada de 2 ({\displaystyle {\sqrt {2}}}), a constante Pi ({\displaystyle \pi }), a constante de Euler ({\displaystyle e}) e a proporção áurea ({\displaystyle \varphi }). A expansão decimal de um irracional é sempre infinita e não periódica. Como o conjunto dos números racionais é enumerável e o conjunto dos números reais é não enumerável, quase todos os números reais são irracionais.

Os números reais podem ser pensados como os pontos de uma reta numérica infinita

Em análise matemática, tanto o conjunto dos números racionais quanto o conjunto dos números irracionais formam um subconjunto denso dos números reais. Os números reais podem ser construídos a partir dos números racionais por complementação, usando as sequências de Cauchy, cortes de Dedekind ou decimais infinitos.
O conjunto dos números reais, junto com a adição e a multiplicação, é um corpo ordenado, assim como o conjunto dos números racionais. No entanto, {\displaystyle \mathbb {R} } é o único corpo ordenado completo (que satisfaz a propriedade do supremo), a menos de isomorfismo. Intuitivamente, é a propriedade da completude que garante que cada ponto da reta pode ser representado por um número real, sem deixar "buraquinhos". Nesse sentido, os números reais têm uma correspondência biunívoca com os pontos de uma reta orientada.

## Histórico

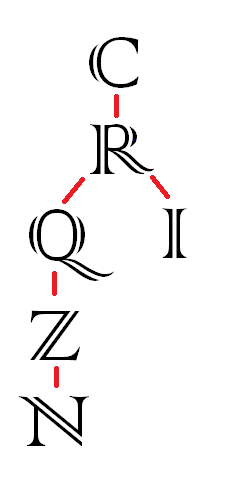
Conjuntos Numéricos

Frações simples foram usadas pelos egípcios por volta de 1000 a.C.; o védico "Shulba Sutras" ("As regras dos acordes") em, cerca de 600 a.C., incluiu o que pode ter sido o primeiro "uso" de números irracionais. O conceito de irracionalidade foi implicitamente aceito pelos primeiros matemáticos indianos desde Manava (ca. 750–690 a.C.), que sabiam que as raízes quadradas de certos números como 2 e 61 não podiam ser exatamente determinadas. Por volta de 500 a.C., os matemáticos gregos liderados por Pitágoras perceberam a necessidade de números irracionais, em particular a irracionalidade da raiz quadrada de 2.
A Idade Média trouxe a aceitação de números zero e dos números negativos, inteiros e fracionários, primeiro pelos matemáticos indianos e chineses e depois pelos matemáticos árabes, que também foram os primeiros a tratar números irracionais como objetos algébricos, o que foi possível graças ao desenvolvimento de álgebra. Os matemáticos árabes fundiram os conceitos de "número" e "magnitude" em uma ideia mais geral de números reais. O matemático egípcio Abu Kamil (ca. 850–930) foi o primeiro a aceitar números irracionais como soluções para equações quadráticas ou como coeficientes em uma equação, geralmente na forma de raízes quadradas, raízes cúbicas e raízes quartas.
No século XVI, Simon Stevin criou a base da notação decimal moderna e insistiu que não havia diferença entre números racionais e irracionais a esse respeito. No século XVII, Descartes introduziu o termo "real" para descrever as raízes de um polinômio, distinguindo-as das "imaginárias".
Nos séculos XVIII e XIX, houve muito trabalho sobre números irracionais e transcendentes. Johann Heinrich Lambert (1761) deu a primeira prova falha de que π não pode ser um número racional; Adrien-Marie Legendre (1794) completou a demonstração e mostrou que π não é a raiz quadrada de um número racional. Paolo Ruffini (1799) e Niels Henrik Abel (1842) construíram provas do teorema de Abel-Ruffini: que afirma que as equações gerais de grau cinco ou superior não podem ser resolvidas por uma fórmula geral que envolve apenas operações aritméticas e raízes.
Évariste Galois (1832) desenvolveu técnicas para determinar se uma determinada equação poderia ser resolvida por radicais, o que deu origem ao campo da teoria de Galois. Joseph Liouville (1840) mostrou que nem e nem e2 podem ser a raiz de uma equação quadrática inteira e, então, estabeleceram a existência de números transcendentes; Georg Cantor (1873) estendeu e simplificou bastante essa prova. Charles Hermite (1873) provou que e é transcendente e Ferdinand von Lindemann (1882) mostrou que π é transcendente. A prova de Lindemann foi muito simplificada por Weierstrass (1885), sendo ainda mais por David Hilbert (1893) até que, finalmente, foi tornada elementar por Adolf Hurwitz e Paul Gordan.
O desenvolvimento do cálculo no século XVIII usou todo o conjunto de números reais sem defini-los de maneira clara. A primeira definição rigorosa foi publicada por Georg Cantor em 1871. Em 1874, ele mostrou que o conjunto de todos os números reais é não enumerável, mas o conjunto de todos os números algébricos é enumerável. Ao contrário das crenças amplamente difundidas, seu primeiro método não foi seu famoso argumento diagonal, publicado em 1891.

## Definição
O sistema numérico real  {\displaystyle (\mathbb {R} ,+,\cdot ,\geq )} pode ser definido axiomaticamente, a menos de um isomorfismo. Também existem muitas maneiras de construir "o" sistema de números reais, por exemplo, começando com números naturais, depois definindo números racionais algebricamente e finalmente definindo números reais como classes de equivalência de suas sequências de Cauchy ou como cortes de Dedekind, que são certos subconjuntos de números racionais. Outra possibilidade é começar com uma axiomatização rigorosa da geometria euclidiana (Hilbert, Tarski, etc.) e depois definir o sistema de números reais geometricamente. Todas essas construções dos números reais mostraram-se equivalentes, ou seja, os sistemas numéricos resultantes são isomórficos.

### Abordagem axiomática
Seja {\displaystyle \mathbb {R} } o conjunto de todos os números reais. Então:
- O conjunto {\displaystyle \mathbb {R} } é um corpo, o que significa que adição e multiplicação são definidas e têm as propriedades usuais. [nota 1]
- O corpo {\displaystyle \mathbb {R} } é ordenado, significando que existe uma relação de ordem ≥ tal que, para todos os números reais x, y e z:
  - se x ≥ y, então x + z ≥ y + z (compatibilidade da ordem com a adição);
  - se x ≥ 0 e y ≥ 0, então xy ≥ 0 (compatibilidade da ordem com a multiplicação).[nota 2]

- A ordem é Dedekind completa, ou seja, todo subconjunto não vazio {\displaystyle S} de {\displaystyle \mathbb {R} } limitado superiormente em {\displaystyle \mathbb {R} } tem uma cota superior mínima (também chamada de supremo) em {\displaystyle \mathbb {R} }.

A última propriedade é o que diferencia os reais dos racionais (e de outros corpos ordenados). Por exemplo, o conjunto de racionais com quadrado menor que 2 tem cotas superiores racionais (por exemplo, 1,5), mas nenhuma cota superior racional é o supremo, porque a raiz quadrada de 2 não é racional.
O conjunto dos números reais é unicamente definido pelas propriedades acima. Mais precisamente, dados quaisquer dois corpos ordenados completos, {\displaystyle R_{1}}e {\displaystyle R_{2}}, existe um único isomorfismo de {\displaystyle R_{1}}em {\displaystyle R_{2}}, permitindo pensar neles como essencialmente o mesmo objeto matemático.

### Construção a partir dos números racionais
Os números reais podem ser construídos como classes de equivalência de sequências de Cauchy de números racionais. A ideia é juntar em uma mesma classe todas as sequências que possuem o mesmo limite, ou seja, considerar que duas sequências de Cauchy são equivalentes se possuírem o mesmo limite. Assim, define-se um número real pelo limite que representa uma classe de equivalência.
Outra forma de construção dos números reais, por complementação, a partir dos números racionais, considera os decimais infinitos. Neste contexto, é possibilitada uma noção mais geométrica da construção de {\displaystyle \mathbb {R} }, no sentido que os números racionais são insuficientes para se medir qualquer segmento de reta (como a medida da diagonal de um quadrado de lado 1), sendo os números irracionais, então, criados para representar pontos da reta euclidiana que não podem ser representados por números racionais.

## Propriedades
Abaixo são listadas propriedades dos números reais:

### Propriedades básicas
O conjunto dos números reais com as operações binárias de soma e produto e com a relação natural de ordem formam um corpo ordenado. Como consequência, tem-se os seguintes resultados:
- {\displaystyle 0x=0};
- {\displaystyle (-x)y=-(xy)};
- {\displaystyle (-x)(-y)=xy};
- {\displaystyle x+y=x;\forall x\Rightarrow y=0} (unicidade do elemento neutro da adição);
- {\displaystyle xy=x;\forall x\Rightarrow y=1} (unicidade da unidade);
- {\displaystyle x+y=0\Rightarrow y=-x} (unicidade do simétrico aditivo);
- {\displaystyle xy=1\Rightarrow y=x^{-1}} (unicidade do recíproco);
- {\displaystyle x+z=y+z\Rightarrow x=y} (lei do cancelamento da adição);
- {\displaystyle z\neq 0;xz=yz\Rightarrow x=y} (lei do cancelamento da multiplicação);
- {\displaystyle x\neq 0;y\neq 0\Rightarrow xy\neq 0} (integridade da multiplicação).

Além das propriedades de um corpo ordenado, {\displaystyle \mathbb {R} \,} tem a seguinte propriedade:
- Se {\displaystyle \mathbb {R} \,} for dividido em dois conjuntos (uma partição) A e B, de modo que todo elemento de A é menor que todo elemento de B, então existe um elemento x que separa os dois conjuntos, ou seja, x é maior ou igual a todo elemento de A e menor ou igual a todo elemento de B:

{\displaystyle \forall A,B,(\mathbb {R} =A\cup B\land (\forall a\in A,b\in B,(a<b))\implies (\exists x,(\forall a\in A,b\in B\implies a\leq x\leq b)).}
Nas palavras de Dedekind:
- Se todos os pontos da reta são divididos em duas classes, tal que todo ponto da primeira classe está à esquerda de todo ponto da segunda classe, então existe um, e apenas um, ponto que causa esta divisão de todos os pontos em duas classes, este corte da reta em duas porções. (...) Assumir esta propriedade da linha não é nada além do que o axioma pelo qual consideramos a reta contínua. Em símbolos:[20]

{\displaystyle \forall A,B\ ((\forall x\ ((x\in A\land x\not \in B)\lor (x\in B\land x\not \in A))\ \land \ \forall x\in A\ \forall y\in B\ (x\leq y))\Rightarrow (\exists z\in A\ \forall w\in A(w\leq z)\lor \exists z\in B\ \forall w\in B(z\leq w))).}

### Enumerabilidade
O conjunto de todos os números racionais é contável (enumerável), enquanto o conjunto de todos os números reais (assim como o conjunto de números irracionais) é não enumerável. Sendo enumerável, o conjunto dos racionais é um conjunto de medida zero, ou seja, quase todos os números reais são irracionais, no sentido da medida de Lebesgue.
Existe uma hierarquia de subconjuntos enumeráveis dos números reais, por exemplo, os números inteiros, os racionais, os números algébricos e os números computáveis, cada conjunto sendo um subconjunto próprio do próximo na sequência. Os complementos de todos esses conjuntos em relação aos reais (números reais não inteiros, irracionais, transcendentes e não computáveis) são conjuntos não enumeráveis.

### Completude
A principal razão para o uso de números reais é que os reais contêm todos os seus limites. Mais precisamente, uma sequência de números reais tem um limite, que é um número real, se (e somente se) seus elementos eventualmente chegarem e permanecerem arbitrariamente próximos um do outro. Isso é formalmente definido a seguir e significa que os reais são completos (no sentido de espaços métricos ou espaços uniformes, que é um sentido diferente do que a completude de Dedekind):
Uma sequência (xn) de números reais é chamada de sequência de Cauchy se para cada ε > 0 existe um inteiro N (possivelmente dependendo de ε) tal que a distância |xn − xm| é menor do que ε para quaisquer n e m maiores que N. Essa definição, originalmente fornecida por Cauchy, formaliza o fato de que os termos xn eventualmente chegam e permanecem arbitrariamente próximos um do outro.
Uma sequência (xn) converge para o limite x se seus elementos eventualmente chegarem e permanecerem arbitrariamente próximos de x, ou seja, se para qualquer ε > 0 existe um inteiro N (possivelmente dependendo de ε) tal que a distância |xn − x| é menor do que ε para n maior do que N.
Toda sequência convergente é uma sequência de Cauchy, e a recíproca é verdadeira para números reais, o que significa que o espaço topológico dos números reais é completo. Nesse sentido, o conjunto de números racionais não é completo. Por exemplo, a sequência em que cada termo adiciona um dígito da expansão decimal da raiz quadrada positiva de 2 (1; 1,4; 1,41; 1,414; 1,4142; 1,41421; ...) é de Cauchy, mas não converge para um número racional (nos números reais, por outro lado, converge para a raiz quadrada positiva de 2).
A propriedade de completude dos reais é a base sobre a qual o cálculo e, mais geralmente, a análise matemática são construídos. Em particular, o teste de que uma sequência é uma sequência de Cauchy permite provar que uma sequência tem um limite, sem computá-lo e mesmo sem conhecê-lo. Por exemplo, a série padrão para a função exponencial.
{\displaystyle e^{x}=\sum _{n=0}^{\infty }{\frac {x^{n}}{n!}}}
converge para um número real para todo {\displaystyle x}, pois a soma
{\displaystyle \sum _{n=N}^{M}{\frac {x^{n}}{n!}}}
pode ser feita arbitrariamente pequena (independentemente de {\displaystyle M}) escolhendo-se {\displaystyle N} suficientemente grande. Isso prova que a sequência é de Cauchy e, portanto, converge, mostrando que {\displaystyle e^{x}} é bem definida para todo {\displaystyle x}.

### Outras propriedades
- Qualquer número real diferente de zero é negativo ou positivo;

- Números reais podem ser usados para expressar medições de quantidades contínuas.[7] Eles podem ser expressos por representações decimais, a maioria delas com uma sequência infinita de dígitos à direita do ponto decimal; estes são frequentemente representados como 34,823122147..., onde as reticências indicam que ainda haveria mais dígitos por vir. Isso sugere o fato de que é possível denotar precisamente apenas alguns números reais selecionados com uma quantidade finita de símbolos.

## Somando e multiplicando emR{\displaystyle \mathbb {R} }
Do ponto de vista da abordagem de números reais como decimais infinitos, para se trabalhar com as operações soma e multiplicação nos reais, pode ser usado um processo de aproximação de acordo com a quantidade de casas decimais que se quer determinar, observando-se que os números irracionais possuem expansão decimal infinita e não periódica. Quanto maior a quantidade de casas usadas no processo, mais próxima está a aproximação do resultado real. O processo do cálculo é semelhante às operações dos números decimais exatos.
Nesse contexto, a adição e a multiplicação de números reais {\displaystyle x} e {\displaystyle y}, denotadas respectivamente por {\displaystyle x+y} e {\displaystyle x\centerdot y}, podem ser definidas o único número real comum a todos elementos de uma sequência de intervalos encaixantes e evanescentes. Cada limite do intervalo fornece aproximações (por falta e por excesso) tão precisas quanto se quiser para o resultado da operação.

## Subconjuntos deR{\displaystyle \mathbb {R} }
Como o conjunto dos números reais é formado por todos os números de representações decimal (exatas, periódicas e não periódicas), os conjuntos de naturais, inteiros, racionais e irracionais são subconjuntos de {\displaystyle \mathbb {R} }. Além destes, pode-se citar alguns subconjuntos dos reais com notação específica:
- {\displaystyle \mathbb {R} \ _{+}}: conjunto dos reais não negativos;
- {\displaystyle \mathbb {R} _{+}^{*}}: conjuntos dos reais positivos;
- {\displaystyle \mathbb {R} \ _{-}}: conjunto dos reais não positivos;
- {\displaystyle \mathbb {R} _{-}^{*}}: conjuntos dos reais negativos;
- {\displaystyle \mathbb {R} \ ^{*}}: conjunto dos reais não nulos.

## Localização geométrica dos pontos da reta
Como {\displaystyle \mathbb {R} } é um corpo ordenado completo, os reais servem para representar a ideia do contínuo (continuum), podendo representar comprimentos de segmentos de reta. Assim, o conjunto dos números reais pode ser visto como o conjunto de todas as abscissas dos pontos da reta numérica. Nesse contexto, um eixo cartesiano é uma reta euclidiana na qual foram escolhidas uma orientação e uma unidade de medida, ou seja, é formado por uma reta euclidiana {\displaystyle r}, e pela escolha de dois pontos distintos sobre ela: a origem do eixo e o ponto unitário do eixo. Este último é usado para determinar a unidade de medida para os segmentos de reta do eixo, além determinar um sentido de percurso (sentido positivo) para o segmento.

## Ordenação dos números reais
A expansão decimal de um número real positivo diz até quantas unidades, décimos, centésimos, etc., cabem no mesmo. Em particular, dado um real positivo {\displaystyle x=m,a_{1}a_{2}a_{3}...}, pode-se escrever:
{\displaystyle \qquad }{\displaystyle m,a_{1}a_{2}a_{3}...a_{n}\leq x\leq m,a_{1}a_{2}a_{3}...a_{n}+{1 \over 10^{n}}}
Assim, pode-se dizer que a definição da expansão decimal traz uma relação de ordem entre o real absoluto {\displaystyle x} e os números racionais que se obtém truncando sua expansão decimal. Isso permite estabelecer uma relação de ordem entre dois reais positivos quaisquer, a partir da comparação entre as respectivas expansões decimais.
Dessa forma, para se definir qual é o maior entre dois números reais positivos distintos, {\displaystyle x} e {\displaystyle y}, escreve-se suas expansões decimais
{\displaystyle \qquad }{\displaystyle x=m,a_{1}a_{2}a_{3}...}
{\displaystyle \qquad }{\displaystyle y=n,b_{1}b_{2}b_{3}...}
iniciando-se a comparação pelas suas partes inteiras {\displaystyle m} e {\displaystyle n}. Assim,
- Se {\displaystyle m<n}, então {\displaystyle x} é menor que {\displaystyle y}, ou seja, {\displaystyle x<y};
- Se {\displaystyle n<m}, então {\displaystyle y} é menor que {\displaystyle x}, ou seja {\displaystyle y<x};
- Se {\displaystyle m=n}, estão é necessário comparar {\displaystyle a_{1}} com {\displaystyle b_{1}}. Se {\displaystyle a_{1}<b_{1}}, então {\displaystyle x<y}, e se {\displaystyle b_{1}<a_{1}}, então {\displaystyle y<x}.

No caso de {\displaystyle a_{1}=b_{1}}, ou seja, {\displaystyle m=n} e {\displaystyle a_{1}=b_{1}}, compara-se {\displaystyle a_{2}} com {\displaystyle b_{2}}, aplicando os mesmos critérios anteriores, e assim sucessivamente, até se chegar em casas decimais distintas.

## Densidade no corpoR{\displaystyle \mathbb {R} }
Se existirem, entre dois números reais distintos, infinitos elementos de um subconjunto C de {\displaystyle \mathbb {R} }, diz-se que o conjunto C é denso em {\displaystyle \mathbb {R} }.
Entre cada par de números reais existe ao menos um intermediário que é número racional, ou seja, {\displaystyle \mathbb {Q} } é denso em {\displaystyle \mathbb {R} }. Além disso, entre cada par de números reais existe ao menos um intermediário que é um número irracional. Ou seja, o conjunto {\displaystyle \mathbb {I} :=\mathbb {R} -\mathbb {Q} } dos números irracionais é denso em {\displaystyle \mathbb {R} }.

## Extensões
- O corpo dos números complexos é a única extensão algébrica do corpo {\displaystyle \mathbb {R} \,};
- Não existe nenhuma extensão própria de {\displaystyle \mathbb {R} \,} que seja um corpo arquimediano;
- Uma extensão transcendente de {\displaystyle \mathbb {R} \,} pode ser construída tomando-se o corpo de frações gerado pelo anel de polinômios reais. Neste corpo pode ser definida uma relação de ordem, de forma que a inclusão de {\displaystyle \mathbb {R} \,} neste corpo seja um isomorfismo de corpos ordenados entre {\displaystyle \mathbb {R} \,} e sua imagem. Obviamente, neste corpo existem elementos maiores que qualquer racional, cujos inversos são números positivos menores que qualquer racional positivo (infinitésimos);
- O corpo ordenado dos números hiperreais estende {\displaystyle \mathbb {R} \,}, incluindo números infinitesimais;
- Pode-se acrescentar os dois elementos {\displaystyle -\infty {\mbox{ e }}\infty \ {\mbox{ a }}\mathbb {R} \,}, obtendo-se os números reais estendidos. Este conjunto, porém, não é um corpo, porque a soma e a multiplicação não são operações binárias (por exemplo, não existe uma definição satisfatória de {\displaystyle [(-\infty )+\infty \,}].

## Demonstrações
1. ↑  Dados reais {\displaystyle x>y}, escreve-se suas expansões decimais não 9 terminantes do seguinte modo:

{\displaystyle x=a_{0},a_{1}a_{2}a_{3}...<y=b_{0},b_{1}b_{2}b_{3}...}.

Pela definição de ordem, segue que existe {\displaystyle n\geq 0}, tal que {\displaystyle a_{0}=b_{0},a_{1}=b_{1},a_{2}=b_{2}...a_{n-1}=b_{n-1}} e {\displaystyle a_{n}<b_{n}}. Ademais, como as expansões não terminam em 9, existe um menor índice {\displaystyle k>n}, tal que {\displaystyle a_{k}\neq 9}

Isso posto, constrói-se o número racional dado por

{\displaystyle z=c_{0},c_{1}c_{2}c_{3}...c_{n}...c_{k}=a_{0},a_{1}a_{2}a_{3}...a_{n}...a_{k-1}c_{k}} ,

onde {\displaystyle c_{k}=1+a_{k}\leq 9}. Afirma-se que {\displaystyle x<z<y}. Com efeito:

  - {\displaystyle x<z}, pois se as expansões decimais de x e z coincidem até a (k-1)-casa e, na casa seguinte, vale {\displaystyle a_{k}<c_{k}}
  - {\displaystyle z<y}, pois as expansões decimais decimais de z e y coincidem até a (n-1)-casa decimal e, na casa seguinte, vale {\displaystyle c_{n}=a_{n}<b_{n}}
2. ↑  Usando a notação anterior, constrói-se o número real

{\displaystyle z'=c_{0},c_{1}c_{2}c_{3}...c_{k}01001000100001...}

Afirma-se que z' é irracional (imediato!) e que ele é intermediário entre x e y. Com efeito:

  1. {\displaystyle x<z'}, uma vez que, obviamente, {\displaystyle z<z'} ;
  2. {\displaystyle z'<y}, uma vez que {\displaystyle c_{i}=a_{i}=b_{i}}, para {\displaystyle i=0,1,...,n-1,} e {\displaystyle c_{n}=a_{n}<b_{n}}.